# Àngel Ponz i Junyent
Àngel Ponz i Junyent   (Barcelona, 1883 - Barcelona, 9 d'agost de 1936) fou un futbolista català que jugava com a davanter i que destacava per la seva gran velocitat. Fou assassinat durant la Guerra civil espanyola pel bàndol republicà.

## Trajectòria
Va ser un dels integrants de l'equip fundacional del RCD Espanyol, aleshores Sociedad Española de Foot-ball, l'any 1900. Va desenvolupar tot la seva carrera esportiva al club català, excepte durant el cessament d'activitats que va jugar al Club X, amb el qual va aconseguir l'honor d'anotar el primer gol de la història de la Copa de la Coronació, nom amb el qual es va disputar el primer campionat de futbol de nivell estatal. A més també té l'honor de ser el primer futbolista a marcar un gol en un derbi barceloní entre el RCD Espanyol i el FC Barcelona.
El seu germà petít Enric Ponz i Junyent també fou futbolista.

## Palmarès
RCD Espanyol
- Copa Macaya:
  - 1903
- Campionat de Catalunya de futbol:
  - 1904, 1912

FC X
- Campionat de Catalunya de futbol:
  - 1906-07, 1907-08